# Bernard Ato VI Trencavel
Bernard Ato VI Trencavel (1159 - 1214) was Burggraaf van Nîmes en Agde. Hij bekleedde deze positie vanaf zijn geboorte tot aan zijn dood in de strijd tegen de kruisvaarders in 1214. De leider van de kruistocht, Simon IV van Montfort, werd beleend met de titels van Bernard Ato.
In 1179 werd Bernard Ato samen met zijn neef Roger II Trencavel geëxcommuniceerd door de paus, vanwege hun milde aanpak tegen ketterij in hun gebieden. Door de grote uitgaven die Bernard Ato heeft moeten doen om zijn gebied te behouden tegen de kruisvaarders en het Graafschap Toulouse verkocht hij zijn gebieden in 1214 aan Simon IV van Montfort.